# Marriagetoxin
Marriagetoxin (яп. マリッジトキシン, Marijjitokishin, укр. Шлюбний токсин) — японська серія манґи, написана Joumyaku та проілюстрована Мідзукі Йодою. З квітня 2022 року манґа виходить в мобільному додатку та на сайті онлайн-журналу Shonen Jump+ видавництва Shueisha, а станом на серпень 2024 року її глави були зібрані у 10 томів танкобонів.

## Сюжет
Хікару Ґеро — юнак з клану професійних Отруйних вбивць, який існує вже сотні років. Оскільки він має справу з темною стороною суспільства і ніколи не жив «нормальним життям», він вважає себе безперспективним у стосунках з жінками і не зацікавлений у шлюбі. Однак одного дня клан Отрути заявляє, що якщо Ґеро не одружиться і не народить спадкоємця, який продовжить їхній рід, вони змусять його сестру народити дитину проти її волі. Бажаючи врятувати молодшу сестру від такої долі, Ґеро просить одну з мішеней для вбивства вийти за нього заміж. Коли Мей Кіносакі, який несподівано виявляється чоловіком-кросдресером і шлюбним аферистом, відмовляється, Ґеро просить Кіносакі навчити його ходити на побачення та звертатися до жінок, щоб знайти ту, з якою він справді хоче одружитися.

## Персонажі
Хікару Ґеро (яп. 下呂 ヒカル, Gero Hikaru)
Призначений спадкоємець Отруйного Клану, однієї з П'яти Великих Сімей вбивць. Під тиском необхідності народити спадкоємця Отруйного клану він присягається захищати Кіносакі в обмін на її допомогу в пошуках нареченої.
Мей Кіносакі (яп. 城崎 メイ, Kinosaki Mei)
Шлюбна аферистка, яка змусила незліченну кількість чоловіків і жінок закохатися в неї. Хоча Кіносакі одягається та ідентифікує себе як жінка і сприймається іншими як жінка, вона каже, що вона «насправді хлопець» і стверджує, що є чарівною, коли перевтілюється в чоловіка.

## Публікація
Marriagetoxin пише Joumyaku та ілюструє Мідзукі Йода. Манґа була офіційно анонсована Shueisha 11 квітня 2022 року. і почала щотижневу безкоштовну серіалізацію в мобільному додатку та на веб-сайті Shonen Jump+ 20 числа того ж місяця. Shueisha також одночасно безкоштовно публікує серіал англійською мовою на онлайн-платформі та в мобільному додатку Manga Plus.

### Список томів
| №  | Дата виходу      | ISBN                   |
| -- | ---------------- | ---------------------- |
| 1  | 4 серпня 2022    | ISBN 978-4-08-883213-5 |
| 2  | 4 листопада 2022 | ISBN 978-4-08-883323-1 |
| 3  | 3 лютого 2023    | ISBN 978-4-08-883333-0 |
| 4  | 4 квітня 2023    | ISBN 978-4-08-883511-2 |
| 5  | 4 липня 2023     | ISBN 978-4-08-883581-5 |
| 6  | 4 вересня 2023   | ISBN 978-4-08-883704-8 |
| 7  | 4 грудня 2023    | ISBN 978-4-08-883749-9 |
| 8  | 4 березня 2024   | ISBN 978-4-08-883873-1 |
| 9  | 4 червня 2024    | ISBN 978-4-08-884036-9 |
| 10 | 2 серпня 2024    | ISBN 978-4-08-884156-4 |
| 11 | 1 листопада 2024 | ISBN 978-4-08-884302-5 |

## Сприйняття
Marriagetoxin був номінований на премію Next Manga Award у категорії «Найкраща веб-манґа» в червні 2022 року і посів восьме місце з 50 номінантів. Він також посів п'яте місце в загальнонаціональному рейтингу коміксів, рекомендованих видавництвами 2023 року. Серіал був рекомендований манґаками Койохару Ґотоґе та Геге Акутамі.
Перший том отримав схвальні відгуки за ілюстрації та екшн-сцени. Хікару Ґеро було названо «[дуже] привабливим головним героєм» із похвалою, спрямованою на його дизайн і його стосунки з «бадьорим та енергійним» Мей Кіносакі. Деяка критика була спрямована на те, що Кіносакі грає другорядну роль в історії, а не є «повністю реалізованим персонажем».